# YolanDa Brown

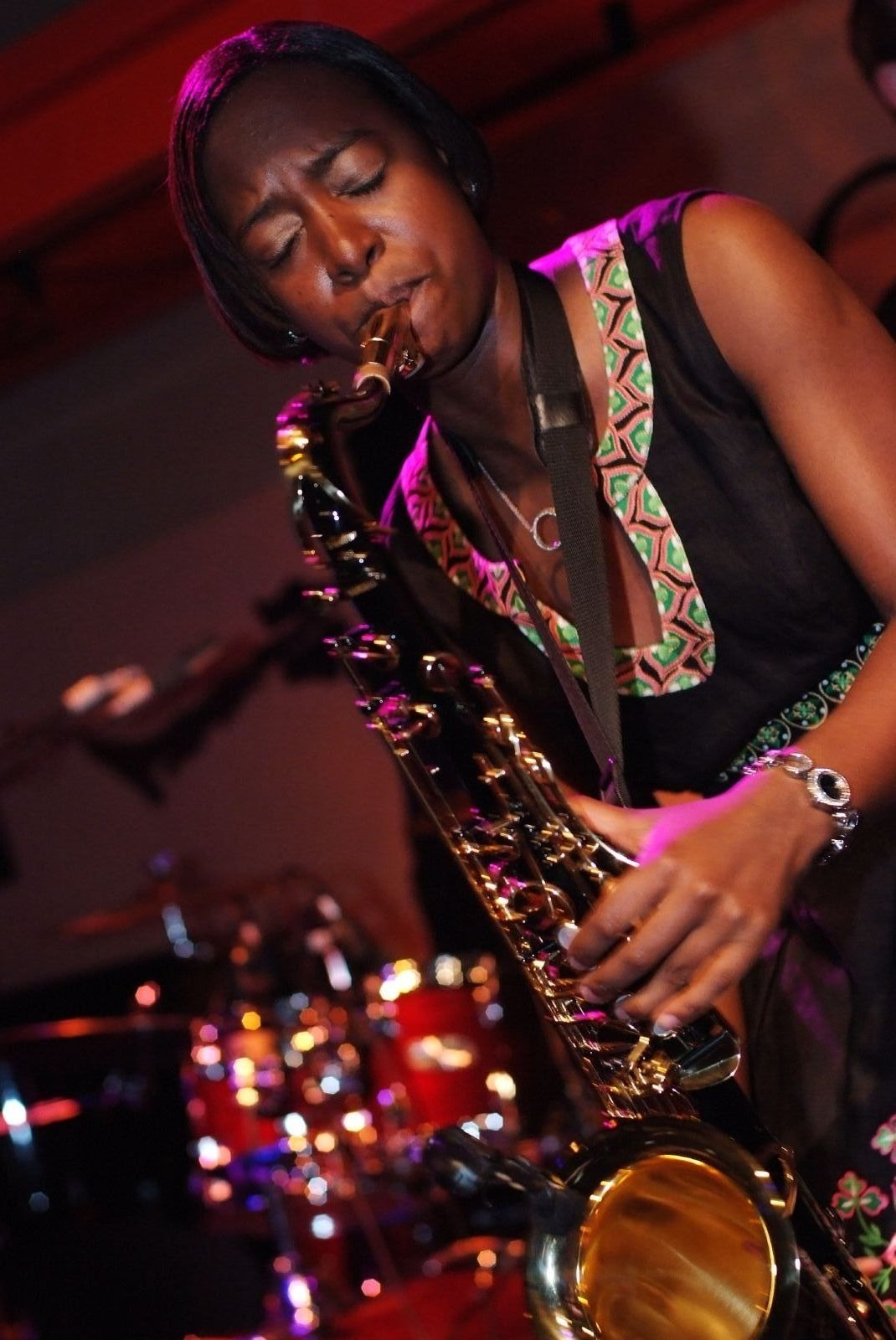
YolanDa Brown (2008)

YolanDa Brown (* 4. Oktober 1982 in Barking, London) ist eine britische Jazzmusikerin (Sopran-, Alt- und Tenorsaxophon, auch Gesang, Komposition).

## Leben und Wirken
Brown, die seit dem 13. Lebensjahr Saxophon lernte, nachdem sie eine musikalische Grundausbildung auf der Blockflöte und dem Klavier erhalten hatte, studierte an der University of Kent in Canterbury und an der Universität Oviedo in Asturien.
Brown trat mit Musikern wie Monty Alexander, Ramón Valle, Michel Camilo, Hilario Durán, Dean Fraser, Byard Lancaster, Sonny Bradshaw und Otis Williams auf. 2008 tourte sie in Großbritannien als Vorgruppe der Temptations. Weiterhin war sie als Solistin für so unterschiedliche Künstler wie Sway DaSafo, Bashy, Omar Lye-Fook, Soweto Kinch, Alexander O’Neal, Mica Paris, Terri Walker, Dean Fraser oder Desi Jones tätig. Zudem war sie mit Errol Brown, Courtney Pine, Diana Krall und als Teil von Jools Hollands Rhythm & Blues Orchestra unterwegs.
Brown nahm an PanJazz 2010 teil, wo sie mit Musikern wie Etienne Charles und Leon Foster Thomas auftrat. In der O2 Arena in London spielte sie vor ausverkauftem Haus. 2012 stellte sie ihr Album April Showers May Flowers in Großbritannien und im Ausland vor. Auch gab sie zwei Konzerte mit dem Royal Philharmonic Concert Orchestra im Hammersmith Apollo. 2014 schuf sie gemeinsam mit der University of East London einen nach ihr benannten Musiknachwuchspreis.
Im Hörfunk moderiert Brown YolanDa Brown on Saturday auf Jazz FM und ist regelmäßig Co-Moderatorin bei BBC Radio 4 in der Sendung Loose Ends mit Clive Anderson. 2024 wurde sie zur Kanzlerin der Universität von Kent ernannt.

## Preise und Auszeichnungen
Brown gewann 2008 einen MOBO Award als bester Jazzkünstler und wurde für einen Urban Music Award als bester Jazzact nominiert. Auch 2009 wurde sie als erster Künstler überhaupt zum zweiten Mal mit dem MOBO für den besten Jazzact ausgezeichnet. Weiterhin erhielt sie den Urban Music Award als Jazzmusiker. 2010 wurde Brown die Ehrendoktorwürde der University of East London verliehen. Sie wurde 2023 für ihre Verdienste um die Musik, die Musikerziehung und den Rundfunk zum Officer of the Order of the British Empire ernannt.

## Diskographische Hinweise
- Finding My Voice (EP, 2007)
- A Step Closer (Black Grape Productions (EP) 2008)
- April Showers May Flowers (Black Grape Records 2012)
- Love Politics War (Black Grape 2017, mit Keyon Harrold, Casey Benjamin, Bill Laurance, Jon Cleary, Floacist, Raheem DeVaughn, Phebe Edwards, Rick Leon James, Evelyn Glennie)
- YolanDa’s Band Jam (Sony Music Magic Star 2021)